# Prunella ocularis
El acentor de Radde (Prunella ocularis) es una especie de ave paseriforme de la familia Prunellidae. Está ampliamente distribuido en Asia, encontrándose en el Cáucaso, India, Irán, Irak, Israel, Pakistán, Siria y Turquía. No se reconocen subespecies.